# Valeriana ulei
Valeriana ulei är en kaprifolväxtart som beskrevs av Karl Otto Robert Peter Paul Graebner. Valeriana ulei ingår i släktet vänderötter, och familjen kaprifolväxter. Inga underarter finns listade i Catalogue of Life.